# Arpalice (astronomia)
Arpalice (Giove XXII) è un satellite naturale di Giove. Fu scoperto nel 2000 da un team di astronomi dell'Università delle Hawaii capeggiato da Scott S. Sheppard, e designato provvisoriamente S/2000 J 5.
Ha un diametro di circa 4,4 chilometri, e orbita attorno a Giove a una distanza di 20,858 milioni di chilometri in 623,31 giorni, con un'inclinazione di 149° rispetto all'eclittica (146° rispetto all'equatore di Giove), in direzione retrograda e con un'eccentricità di 0,2268.
La luna è stata battezzata come Arpalice, l'incestuosa figlia di Climeno, che alcune fonti riportano come amante di Zeus (Giove).
Arpalice appartiene al Gruppo di Ananke, lune irregolari e retrograde che descrivono orbite attorno a Giove comprese fra 19,3 e 22,7 milioni di chilometri e con un'inclinazione di circa 150°.